# Muntanyà (l'Espunyola)
Muntanyà és una masia al sud-oest del terme municipal de l'Espunyola (el Berguedà) prop del límit municipal entre aquest i els de Montclar i Montmajor. Montanyà és una masia d'estructura molt antiga però construïda a finals del segle xvii, seguint l'esquema clàssic de la masia. Durant el segle xviii ha estat notablement modificada. Masia de planta rectangular estructurada en planta baixa i pis amb la coberta a dues aigües de teula àrab i el carener paral·lel a la façana. Segueix l'esquema clàssic de masia però amb algunes ampliacions, molt possiblement posteriors. L'exterior és arrebossat, amb els carreus de pedra de grans dimensions deixats a la vista en llocs destacats (cantonades, marcs d'obertures, etc). La major part de les obertures són allindades a excepció d'algunes, arcs de mig punt de majors dimensions col·locats a manera de galeria, tant a la planta baixa com al primer pis.